# Deliceto
Deliceto – miejscowość i gmina we Włoszech, w regionie Apulia, w prowincji Foggia.
Według danych na rok 2004 gminę zamieszkiwało 4119 osób, 54,9 os./km².